# Laura Imai Messina
Laura Imai Messina (Roma, 16 agosto 1981) è una scrittrice italiana.

## Biografia
Laureatasi in Lettere all'Università "La Sapienza", a ventitré anni si trasferisce in Giappone, a Tokyo, per studiare la lingua; dopo essere tornata in Italia per un anno, nel 2006 si trasferisce stabilmente vicino a Tokyo. Qui consegue un master biennale in Culture Comparate presso l'International Christian University con una tesi su Yōko Ogawa e successivamente un PhD presso la Tokyo University of Foreign Studies con una tesi sul tema della materialità nella letteratura europea e giapponese. Attualmente è docente a contratto di lingua italiana in alcune università della capitale giapponese. Insieme al marito Ryōsuke ha avuto due figli, Claudio Sōsuke ed Emilio Kōsuke.
Nel marzo 2011 ha fondato il suo blog, Giappone Mon Amour, dove racconta il Paese del Sol Levante e sprazzi della sua vita.
Nel 2014 esordisce con il romanzo Tokyo Orizzontale, pubblicato per Piemme, in cui descrive la metropoli giapponese attraverso le vite dei protagonisti.
Nel 2018 pubblica due libri: per Piemme il suo secondo romanzo, Non oso dire la gioia, mentre per Vallardi il saggio WA. La via giapponese all'armonia.
Nel 2020 esce per Piemme il romanzo Quel che affidiamo al vento, pubblicato in oltre venti paesi e diventato bestseller internazionale. I diritti cinematografici del libro sono stati acquisiti dalla casa di produzione Cattleya. Il romanzo racconta la storia di una donna che, persa la famiglia a causa dello tsunami del Tōhoku, si reca al Telefono del vento per cercare di superare il dolore della perdita.
Sempre nel 2020 esce per Einaudi il libro Tokyo tutto l'anno – Viaggio sentimentale nella grande metropoli, dove la scrittrice racconta la città nei diversi mesi dell'anno attraverso esperienze autobiografiche. Il libro presenta alcune illustrazioni del fumettista Igort.
Nel 2021 esordisce nella letteratura per ragazzi pubblicando per Salani la raccolta di fiabe e racconti Goro Goro – La pesca della stella, il viaggio di Daruma e altre storie giapponesi, illustrato dall’artista Philip Giordano e ispirato alla mitologia giapponese; il libro è stato candidato per il Premio Strega Ragazze e Ragazzi 2021 e ha vinto il Premio di Letteratura per Ragazzi "Laura Orvieto" nella sezione 6-11 anni. A febbraio compare nella Guida verde del Giappone edita dal Touring club italiano, all'interno della quale firma alcuni testi narrativi inediti. A giugno 2021 pubblica per Einaudi Le vite nascoste dei colori, portando in Italia la cultura giapponese dei colori e delle tradizioni; ha ricevuto la menzione speciale della giuria del Premio Croce 2022 presieduta da Dacia Maraini.
L’11 ottobre 2022 pubblica per Piemme L’isola dei battiti del cuore, un romanzo che, oltre essere una profonda storia di amicizia, si interroga sul reale significato della felicità; il libro ha vinto il Premio Wondy (Giuria popolare) 2024 per la letteratura resiliente. Come accadde per Quel che affidiamo al vento, anche in quest’opera è centrale un luogo reale e denso di significato: Teshima, un'isoletta remota nel sud-ovest del Giappone, dove sorge l'Archivio dei Battiti del Cuore che dà il titolo al romanzo.
Collabora con diverse testate giornalistiche italiane, come La Stampa e Repubblica. Dal 2021 insegna presso la Scuola Holden. Durante le Olimpiadi di Tokyo ha curato una rubrica per il programma Rai Il circolo degli anelli e una per La Repubblica, A spasso per Tokyo.
Per il campionato del mondo 2022 è opinionista de Il circolo dei Mondiali.

## Opere

### Romanzi
- Tokyo Orizzontale, Piemme, 2014 ISBN 9788856634372
- Non oso dire la gioia, Piemme, 2018 ISBN 9788856663075
- Quel che affidiamo al vento, Piemme, 2020 ISBN 9788855446594
- Tokyo tutto l'anno – Viaggio sentimentale nella grande metropoli, Einaudi, 2020 ISBN 9788806244217
- Le vite nascoste dei colori, Einaudi, 2021 ISBN 9788806248475
- L’isola dei battiti del cuore, Piemme, 2022 ISBN 9788856684421
- Tutti gli indirizzi perduti, Einaudi, 2024 ISBN 9788806255770

### Racconti
- WA. La via giapponese all'armonia, Vallardi, 2018 ISBN 9788869878411
- Goro Goro – La pesca della stella, il viaggio di Daruma e altre storie giapponesi, Salani, 2021 ISBN 9788831004947

### Altre pubblicazioni
- La malattia come epifania del corpo e come parola: Il caso Ogawa Yōko, 東京外国語大学大学院総合国際学研究科, 2014[12]
- Voce senza parola. Voce con parola. Il suono della voce umana nella produzione di Ogawa Yōko, 東京外国語大学大学院総合国際学研究科, 2015[13]
- Ciò che sparisce, ciò che rimane: memoria e materialità in Ogawa Yōko, 東京外国語大学大学院総合国際学研究科, 2016[14]
- Pratica del racconto e immaginazione della storia: il Diario di Anna Frank nella produzione di Ogawa Yōko, 東京外国語大学大学院総合国際学研究科, 2017[15]
- Guida verde del Giappone (con Patrick Colgan e Francesco Comotti), Touring Editore, 2021 ISBN 9788836576166
- Il Giappone a colori, con Barbara Baldi (Illustratrice), Einaudi, 2023, ISBN 9788806251598